# چوست (شهر)
چوست (به ازبکی: Чуст) شهری در ولایت نمنگان کشور ازبکستان است که در سرشماری سال ۲۰۱۰ میلادی، ۶۹٬۰۸۳ نفر جمعیت داشته است.